# John Forbes Royle
John Forbes Royle (1799-1858), est un botaniste et professeur en matériel médicinal britannique, né en 1799 à Kanpur (à l'époque Cawnpore) au nord de l'Inde et mort à Acton, dans le district londonien d'Ealing, le 2 janvier 1858.

## Biographie
Il est entré au service de la Compagnie anglaise des Indes orientales (British East India Company ou BEIC) comme assistant en chirurgie et s'est consacré de lui-même à l'étude de la botanique et de la géologie. C'est dans les montagnes de l'Himalaya qu'il est devenu cueilleur et collecteur, ainsi que sur-intendant, pendant presque dix ans, du jardin botanique  de la BEIC à Saharanpur.
Il a également fait des recherches sur les propriétés médicinales des plantes de l'Hindoustan (que l'on nomme actuellement Sous-continent indien) et sur l'histoire de leurs usages parmi les peuples autochtones, ce qui lui permit d'écrire un essai intitulé On the Antiquity of Hindu Medicine publié en 1837, après avoir été nommé à la chaire de Materia medica du King's College de Londres où il reste jusqu'en 1856.
À partir de 1838, il devient, à la East India House, responsable d'un service de correspondance spécialisé dans les produits végétaux, et c'est là qu'au moment de sa mort il venait juste de terminer la réalisation d'un grand musée, pouvant être considéré comme précieux, de produits techniques des Indes orientales.
Lors de l'Exposition universelle de 1851 il est sur-intendant de l'espace réservé à l'Inde.
Il est surtout célèbre pour ses illustrations dans des ouvrages de botanique et de sciences naturelles concernant les chaînes de montagnes l'Himalaya et pour ses deux volumes d'une Flora of Cashmere commencée en 1839.
Il a par ailleurs écrit :
- An Essay on the Productive Resources of India (1840),
- On the Culture and Commerce of Cotton in India and Elsewhere (1851)
- The Fibrous Plants of India fitted for Cordage (1855)

ainsi que des articles scientifiques dans plusieurs journaux et la plupart des rubriques concernant les plantes dans  A Cyclopaedia of Biblical literature éditée, en 1845, par John Kitto (1804-1854).
Royle est l’abréviation botanique standard de John Forbes Royle.
Consulter la liste des abréviations d'auteur en botanique ou la liste des plantes assignées à cet auteur par l'IPNI, la liste des champignons assignés par MycoBank, la liste des algues assignées par l'AlgaeBase et la liste des fossiles assignés à cet auteur par l'IFPNI.
- (en) Cet article est partiellement ou en totalité issu de l’article de Wikipédia en anglais intitulé « John Forbes Royle » (voir la liste des auteurs).

 (en) « John Forbes Royle », dans Encyclopædia Britannica , 1911 (lire sur Wikisource).